# Kia K4 (CL4)
Kia K4 — компактний автомобіль, що випускається південнокорейським автовиробником Kia. Він був представлений у 2024 році як заміна Cerato, причому остання назва використовувалася на субкомпактних автомобілях. 
Автомобіль було вперше представлено 21 березня 2024 року, а повністю представлено 27 березня 2024 року на Нью-Йоркському міжнародному автосалоні 2024 року.  Він доступний як 4-дверний седан і 5-дверний хетчбек. 

## Огляд
K4 використовує мову дизайну бренду «Opposites United», він має вертикальні фари та задні ліхтарі з «вираженими краями» в світловому підписі та прихованими ручками задніх дверей. Седан має фастбек із товстою D-подібною стійкою, тоді як хетчбек має дизайн Shooting Brake. 

Інтер’єр K4 оснащено операційною системою Connected Car Navigation Cockpit (дебютувала в EV9) з двома екранами розміром майже до 30 дюймів (76 см) у сукупності, двома рядами фізичних елементів керування для важливих функцій автомобіля та T-образною панеллю. важіль коробки передач (для версії АКПП) замість поворотного селектора. Іншими функціями K4 є цифровий ключ 2.0 із ультрашироким діапазоном, який дозволяє клієнтам використовувати свої сумісні пристрої або смарт-карту з підтримкою NFC як віртуальний ключ, а також перша Kia, яка дебютує з технологією голосового керування Al Assistant, кажучи «Привіт, Kia». 

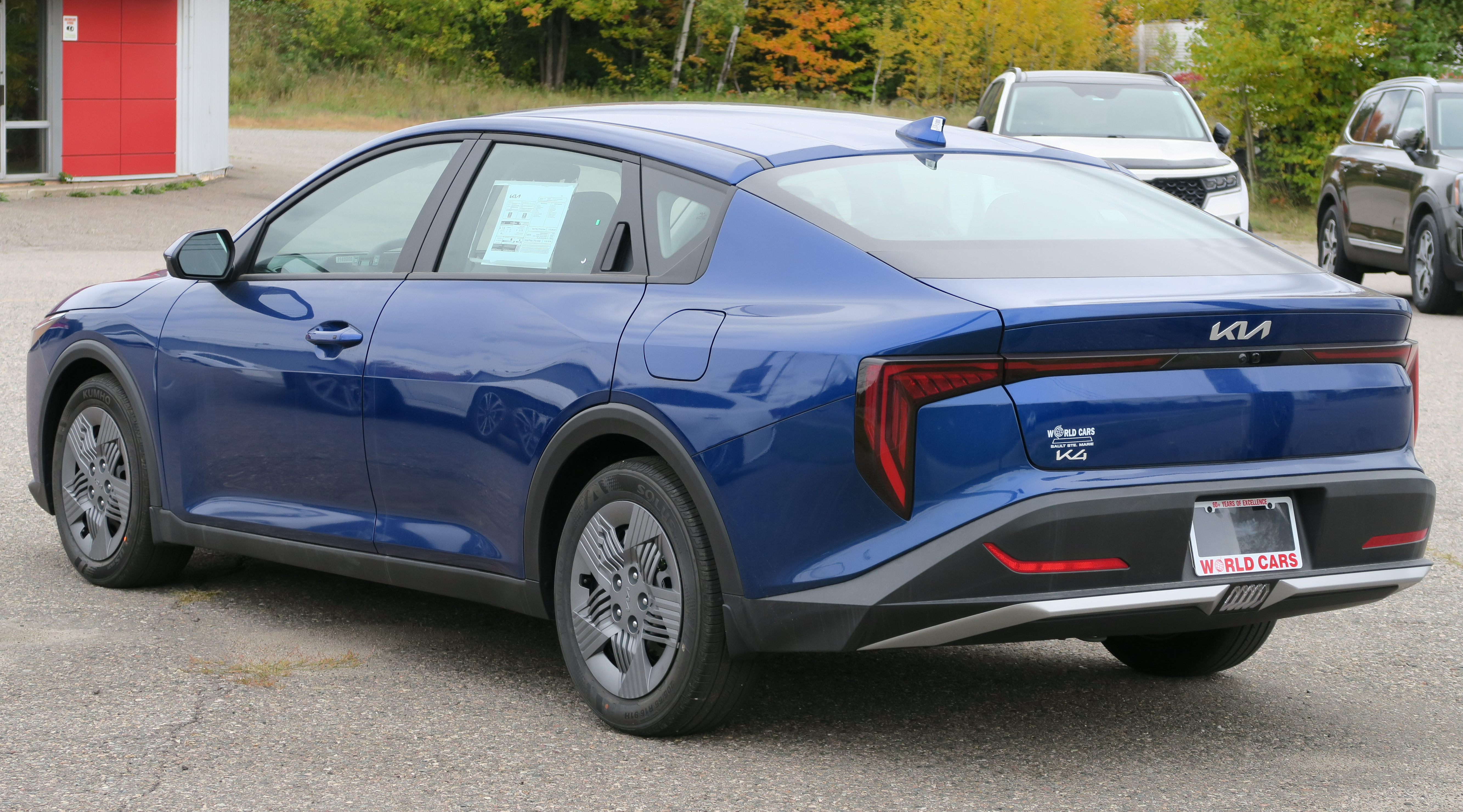
Вид ззаду
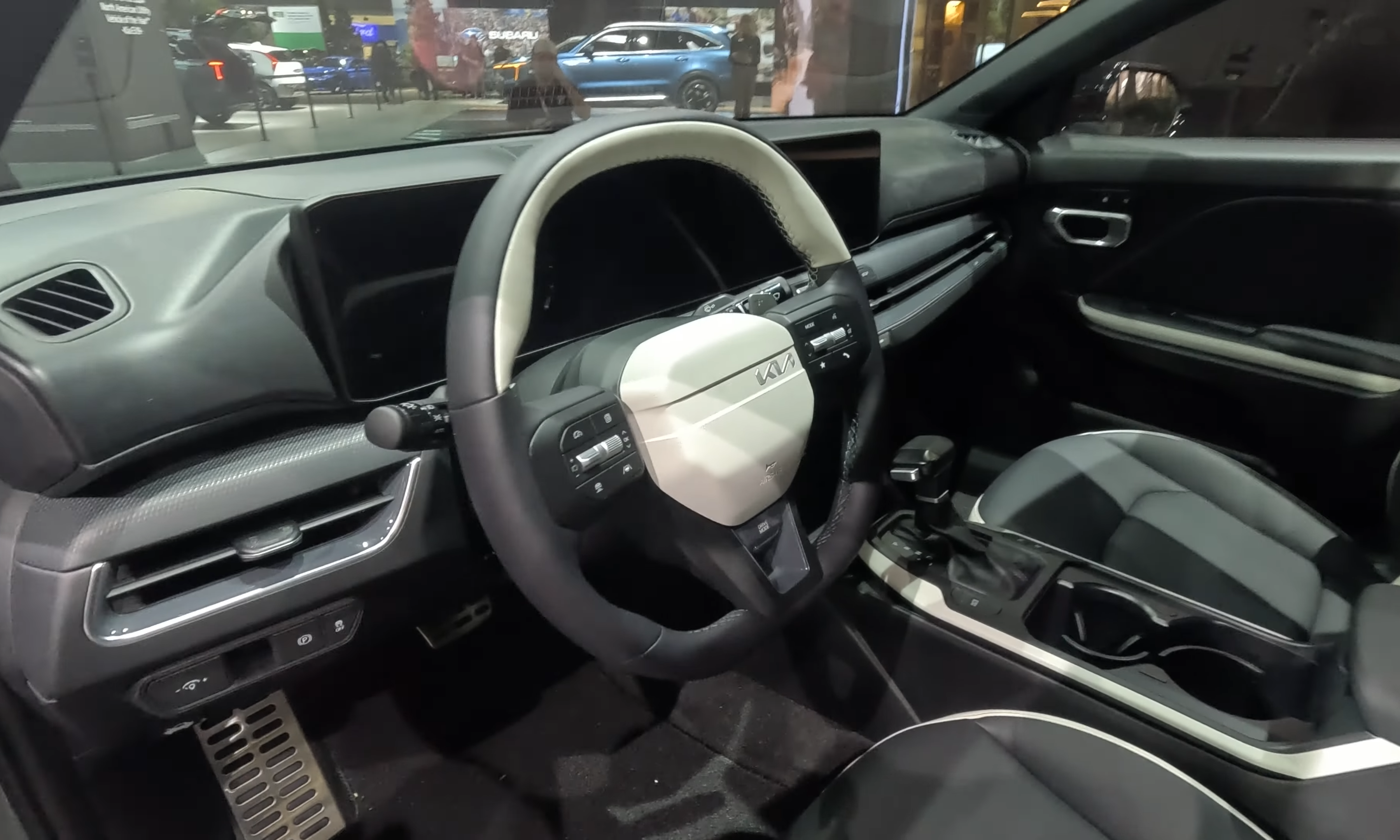
Інтер’єр

### Двигуни
Бензин: 
- 1.6 л Smartstream G1.6 T - GDi I4
- 2,0 л Smartstream G2.0 MPi I4